# Нугеду Санта Витория
Вижте пояснителната страница за други значения на Витория.
Нугѐду Санта Вито̀рия (на италиански: Nughedu Santa Vittoria; на сардински: Nughedu Santa Itòria, Нугеду Санта Итория) е село и община в Южна Италия, провинция Ористано, автономен регион и остров Сардиния. Разположено е на 533 m надморска височина. Населението на общината е 520 души (към 2010 г.).